# Марин Скопски
Марин Скопски (края на ХІІ век – началото на ХІІІ век) е български духовник, епископ на Скопие. Играе активна роля в сключването на унията с Римокатолическата църква по време на царуването на цар Калоян (1197 – 1207).
След като българският цар Калоян завладява Скопие в 1203 година, той, както постъпил и с Призрен, присъединява Скопската епархия към Търновската патриаршия. Заедно с други български епископи през есента на 1203 г. Марин Скопски изпраща писмо до папа Инокентий III с молба да им изпрати палиум (знак за пълномощията на духовния им сан):
| „ | Прекланяйки своите вратове под десницата на неговото господство като пред най-свети отец и господин папа, с наведена глава и подвити колена поклон. На първо място грешник и смирен митрополит на пресветата църква на Велбъжд Анастасий; след него грешник и смирен митрополит на великата църква на Преслав Сава и епископът, ако и недостоен, на пресветата църква на Богородица в Скопие Марин; смиреният епископ на пресветата епископия на Призрен Аврам; грешник и смирен епископ на пресветата църква на блажения и преславен великомъченик Прокопий в Ниш Кирик и недостойният епископ и грешник на пресветата църква на Богородица във Видин Климент — ние те молим най-смирено като единствен наш пастир и вселенски отец и господар да благоизволите да ни изпратите палиум за пълнота на свещенослужителския сан, та и ние през всичките дни на нашия живот да не престанем да се молим за вашето велелепие. | “ |

Палиуми от папата обаче получават само примас Василий Търновски и архиепископите Сава Преславски и Анастасий Велбъждски.
Скопие попада във владенията на Стрез, а след смъртта му в 1214 година - в ръцете на епирския деспот Теодор Комнин. Към 1220 година на скопската катедра е византиецът Йоан.